# Verkeerszuil

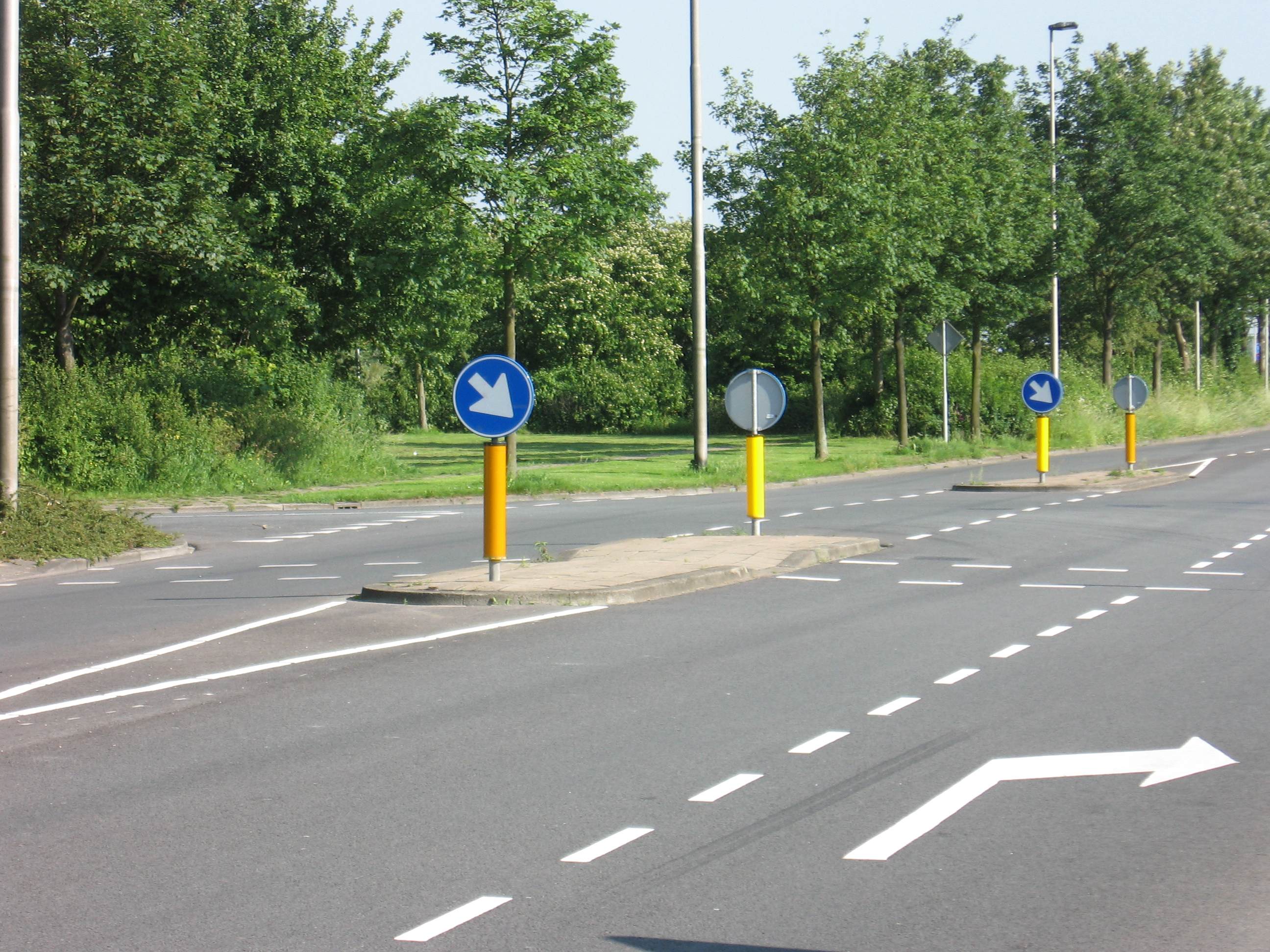
Verkeerszuilen (nieuw model) op een vluchtheuvel

Een verkeerszuil is een paal, meestal aangebracht op een middenberm of verkeerseiland, met daarop een verkeersbord dat de verplichte rijzijde aangeeft. Verkeerszuilen behoren bij de zogeheten bebakening.

## Nederland
Tegenwoordig bestaat een verkeerszuil in Nederland vaak uit een reflecterende gele paal met daarop verkeersbord D2 of D3. De zuil als zodanig staat niet in RVV 1990, alleen het bord is geldig.
Het oude model verkeerszuil bestond uit een stevige stalen vierkante constructie met bovenaan in de 'kop' bord D2 of een groen vierkant (dat een iets andere betekenis had dan D3) met daarachter een lamp, meestal een hogedrukkwikdamplamp van 50 watt met een laag rendement. Deze zuil stond in RVV 1966 met de aantekening dat de minister een ander model verkeerszuil kan toestaan, mits de kop overeenkomt met de afbeelding in het RVV. 
Het oude verlichte type is langzaam uit het straatbeeld verdwenen, waaraan onder andere de oliecrisis en de latere opvolgende energiebesparing hebben meegewerkt. Omstreeks 1984 is door diverse gemeenten actief ingezet op het vervangen van verlichte verkeerszuilen door reflecterende verkeerszuilen. De laatste verlichte verkeerszuilen stonden in de gemeente Haarlemmermeer (Hoofddorp, 2011), Katwijk (2009) en IJsselstein (2012).

## Vlaanderen
Verkeerszuilen in Vlaanderen zijn typisch opgebouwd uit een Retroreflecterende koker ('RRK') met daarop een bord D1d.